# Kikkerbekijsvogel
De kikkerbekijsvogel (Dacelo rex, synoniem: Clytoceyx rex) is een vogel uit de familie ijsvogels (Alcedinidae). Het is een endemische vogelsoort van Nieuw-Guinea. De vogel werd in 1880 door Richard Bowdler Sharpe beschreven in een nieuw bedacht geslacht Clytoceyx.

## Kenmerken
Deze vogel heeft een donkerbruine kop, mantel, rug en vleugels, alsmede een lichtblauwe stuit. Het mannetje heeft een blauwe staart en het vrouwtje een roodbruine. Jonge vogels hebben bruine randjes aan de borstveren en een roodachtige halsband. De lichaamslengte bedraagt 31 tot 34 cm en het gewicht 245 tot 320 gram.

## Leefwijze
Zijn voedsel bestaat hoofdzakelijk uit regenwormen. Het is een schuwe en waakzame vogel.

## Verspreiding en leefgebied
De kikkerbekijsvogel is een standvogel die voorkomt door heel Nieuw-Guinea (de provincies West-Papoea en Papoea van Indonesië en in Papoea-Nieuw-Guinea) in vochtige beekdalen, diepe ravijnen en schaduwrijke begroeiing langs beken en rivieren van zeeniveua tot 2100 m boven de zeespiegel. Het verspreidingsgebied is gefragmenteerd.

## Status
Het is een niet zo algemene vogel, maar er is geen aanleiding te veronderstellen dat de soort in aantal achteruit gaat. Om deze redenen staat de kikkerbekijsvogel als niet bedreigd op de Rode Lijst van de IUCN.